# UFC Fight Night: Adesanya vs. Imavov
UFC Fight Night: Adesanya vs. Imavov (conosciuto anche come UFC Fight Night 250, UFC on ESPN + 108) è stato un evento di arti marziali miste tenuto dalla Ultimate Fighting Championship il 1º febbraio 2025 all'Anb Arena di Riyadh, in Arabia Saudita.

## Risultati
|                  | Divisione               |                      |                 |                       | Metodo                                      | Round           | Tempo           | Premio          |
| Card Principale  | Card Principale         | Card Principale      | Card Principale | Card Principale       | Card Principale                             | Card Principale | Card Principale | Card Principale |
| ---------------- | ----------------------- | -------------------- | --------------- | --------------------- | ------------------------------------------- | --------------- | --------------- | --------------- |
|                  | Pesi medi               | Nassourdine Imavov   | batte           | Israel Adesanya       | KO tecnico (pugni)                          | 2               | 0:30            | POTN            |
|                  | Pesi medi               | Michael Page         | batte           | Sharabutdin Magomedov | Decisione unanime (30–27, 30–27, 29–28)     | 3               | 5:00            |                 |
|                  | Pesi massimi            | Sergei Pavlovich     | batte           | Jairzinho Rozenstruik | Decisione unanime (30–27, 30–27, 30–27)     | 3               | 5:00            |                 |
|                  | Pesi gallo              | Vinicius Oliveira    | batte           | Said Nurmagomedov     | Decisione unanime (29–28, 29–28, 29–28)     | 3               | 5:00            | FOTN            |
|                  | Pesi leggeri            | Farès Ziam           | batte           | Mike Davis            | Decisione unanime (30–27, 30–27, 30–27)     | 3               | 5:00            |                 |
| Card Preliminare |                         |                      |                 |                       |                                             |                 |                 |                 |
|                  | Pesi piuma              | Muhammad Naimov      | batte           | Kaan Ofli             | Decisione unanime (30–27, 30–27, 29–28)     | 3               | 5:00            |                 |
|                  | Pesi massimi            | Shamil Gaziev        | batte           | Thomas Petersen       | KO tecnico (pugno)                          | 1               | 3:12            |                 |
|                  | Pesi leggeri            | Terrance McKinney    | batte           | Damir Hadžović        | KO tecnico (pugni)                          | 1               | 2:01            |                 |
|                  | Pesi mosca femminili    | Jasmine Jasudavicius | batte           | Mayra Bueno Silva     | Decisione unanime (30–27, 30–27, 30–27)     | 3               | 5:00            |                 |
|                  | Catchweight (148.5 lbs) | Bogdan Grad          | batte           | Lucas Alexander       | KO tecnico (gomitate e pugni)               | 2               | 4:22            | POTN            |
|                  | Pesi massimi            | Hamdy Abdelwahab     | batte           | Jamal Pogues          | Decisione non unanime (27–30, 29–28, 29–28) | 3               | 5:00            |                 |

## Premi
I lottatori premiati ricevettero un bonus di 50.000 dollari.
Legenda:
- FOTN: Fight of the Night (vengono premiati entrambi gli atleti per il miglior incontro dell'evento)
- POTN: Performance of the Night (viene premiato il vincitore per la migliore performance dell'evento)